# 침략! 오징어 소녀
《침략! 오징어 소녀》(侵略!イカ娘 신랴쿠 이카무스메[*])는 안베 마사히로의 일본의 만화 작품이다. 《주간 소년 챔피언》(아키타 쇼텐)에 2007년 25호부터 2016년 13호까지 연재되었다.
2010년 19호와 공식 사이트를 통해서 TV 애니메이션화가 발표되었고 2010년 10월부터 12월까지 총 12화 완결로 방영되었다. TV 애니메이션 제2기 《침략!? 오징어 소녀》가 제작되어 TV 도쿄에서 방영하였다.
대한민국에서는 투니버스에서 2011년 7월 19일부터 8월 16일까지는 1기가, 그리고 2012년 4월 2일부터 5월 7일까지는 2기가 더빙으로 방영하였다.

## 개요
처음에는 총 5화 분량으로 단기 연재될 예정이었으나, 연재가 시작된 후 인기를 끌자 그대로 정식으로 주간 연재하기 시작하였다. 작가 개인적으로서는 첫 장기 연재 작품이다.
주인공인 오징어 소녀의 유래는, 작가가 전문학교 시절의 친구 두 명과 이즈로 여행을 갔을 때 여관에서 “모처럼 이즈에 왔으니까 해산물을 의인화 시켜보자”라는 제안이 나와서 즉흥적으로 그린 것이 그 시작이다. 그 때 그린 캐릭터가 왠지 마음에 들어서 나중에 다양한 캐릭터를 추가한 것이 지금의 오징어 소녀가 되었다고 한다. 주인공이 오징어가 된 계기는 작가가 단순히 ‘〜イカ? ~이카?[*]’라는 말장난이 맘에 들었고, ‘여자 아이가 먹물을 뱉으면 재밌겠는데’라고 생각한 것에 기인한다.
《주간 소년 챔피언》에서 연재를 시작하기 전부터 작가는 자신의 홈페이지에 오징어 소녀의 일러스트나 만화를 게재하고 있었으나, “웹코믹의 오징어 소녀는 프로토타입이므로 지금 연재하고 있는 오징어 소녀와는 다른 캐릭터입니다.” 라고 코멘트하고 있다.
작품의 칸 나누기 특성상 단행본 제1권에서는 각 화가 나뉘는 부분이 알기 힘들게 되어 있다(16쇄에서도 수정되지 않음). 제2권부터는 각 화마다 ‘제○○화/끝’을 삽입하여 화 구별을 하고 있다.
계절적 배경은 기본적으로 여름 방학으로 고정되어 있으나 번외편으로서 다른 계절의 에피소드가 들어가는 경우도 있다.
- ‘침략! 오징어 소녀 in Winter’ - 겨울의 해안을 무대로 한 이야기
- ‘침략! 오징어 소녀 in 5월’ - 어린이날의 아이자와 가의 모습을 그림
- ‘침략! 오징어 소녀 in 10월’ - 아이자와 가의 밤 줍기를 그림
- ‘침략! 오징어 소녀 in Spring’ - '졸업'에 빗대어 아이자와 가 가족이 각자 무슨 일을 그만둘 지 생각하는 이야기
- ‘침략! 오징어 소녀 @ 핼러윈’ - 핼러윈날 밤, 오징어 소녀가 집집마다 돌아다니며 과자를 받는 이야기
- ‘침략! 오징어 소녀 in Xmas’ - 오징어 소녀가 산타클로스 옷을 입고, 집집마다 돌아다니려고 하는 이야기

위치적 배경은 가나가와현 가마쿠라 시 유이가하마 해안이며, 에이코가 현재 위치라면서 카나가와 현 지도의 해변을 가리키는 장면(제47화)이나 치즈루와 고로의 데이트 장소가 카마쿠라 역과 상당히 닮아있는(제91화) 등의 묘사가 있다. 애니메이션에서는 ‘레몬’이 있는 해수욕장이 유이가하마인
것이 나타나 있다.
애니메이션화 덕에 인지도가 상승하고 인터넷 상에서도 오징어 소녀의 말버릇인 ‘〜イカ? ~이카?[*]’와 ‘〜ゲソ ~게소?[*]’ 가 유행하여, 일본에서 치러진 2010년도 인터넷 유행어 대상에서 동상(3위)를 수상하였다.

## 줄거리
끊임없이 바다를 오염시키는 인류를 침략하기 위해 지상으로 온 오징어 소녀. 그러나 침략의 첫 거점으로 삼은 바다의 집 레몬조차 침략하지 못하고 결국 그 곳에서 일하는 처지가 되고 만다. 과연 오징어 소녀가 인류 침략을 달성하는 날은 찾아 올 것인가?

## 등장인물

### 바다의 집 ‘레몬’
오징어 소녀가 바다에서 처음 지상으로 올라왔을 때 최초의 침략 거점으로 삼으려 했던 바다의 집. 이 작품에 있어서 주된 배경이 되는 곳이다. 가게 이름은 작가의 닉네임 ‘레몬’에서 따왔다. 아이자와 자매가 운영하고 있다. 영업 시간은 오전 8시부터 오후 5시이며 간판은 레몬색이다. 종업원들이 입고 있는 유니폼 티셔츠는 원작과 애니메이션 모두 레몬색이지만 디자인은 약간 다른데, 원작에서는 가슴의 중앙에 ‘바다의 집 레몬’이라고 쓰여있으나 애니메이션에서는 왼쪽 가슴에 레몬 마크가 달린 심플한 디자인으로 되어 있다.
아이자와 에이코
아이자와 치즈루
사이토 나기사 (은너울)(斉藤渚)
성우 - 카타오카 아즈사 더빙판 - 김율

아르바이트 점원. 서핑이 취미라서 일하는 김에 서핑을 하고 싶다는 이유로 ‘레몬’에서 아르바이트를 하게 되었다. 서빙 담당.
오징어 소녀를 처음 보았을 때부터 “확실히 인간은 아니다”라고 인식하여 허둥지둥 대기도 하고, ‘위험한 능력을 가진 침략자’라고 생각하며 공포에 빠져 있다. 작품 내에서 유일하게 오징어 소녀를 두려워하는 인물.
침략자라고 자칭하는 오징어 소녀의 존재를 알게 된 후로 오징어 소녀를 강하게 경계한다. 주위 사람들이 오징어 소녀에 대해 전혀 위협을 느끼지 않는 것을 보고 “모두가 이상해졌다”고 생각하여, 자신만큼은 정상인으로 남아 침략을 저지해야 한다는 생각에 ‘인류를 위해서’ 아르바이트를 계속하고 있다.
오징어 소녀로서는 처음으로 자신을 침략자로서 취급하는 나기사의 태도를 기쁘게 받아들이고 있고 이후 침략자로서의 자존심을 내세우는 근거가 되고 있다.
또 나기사 본인의 의사와는 관계 없이 오징어 소녀가 굉장히 마음에 들어하고 있어서, 오징어 소녀가 나기사에 대해 갖고 있는 이미지는 ‘천사’이다.
오징어 소녀를 무서워한 나머지 오징어 소녀의 과장된 자랑을 솔직하게 믿고 그 행동들을 부풀려서 해석하기 때문에 더욱더 오징어 소녀를 기쁘게 하고 있다.
눈매가 시원스러운 미인이지만 검은 단발머리의 보이시한 외견 때문에 가끔 남자로 오해받기도 한다. 그 때문에 여자 손님이 적을 때에는 남장해서 여자 손님을 끌어모으는 데 보탬이 되기도 한다.
‘레몬’의 비상식적인 일상을 상당히 정상적인 눈으로 바라보고 있지만 ‘설마 이건 오징어 인간의 세뇌인가?’ 하는 식으로, 싫어하는 감정 때문에 너무 깊게 생각해 망상하는 버릇도 있어서 독백이 많다.
‘바다를 지키는 자’라고 자칭하는 고로가 오징어 소녀의 위협으로부터 바다를 지키는 마지막 보루라고 여기고 있다. 때문에 고로가 오징어 소녀를 “속은 괜찮은 녀석”이라고 평가하고 있는 것을 보고 위기감을 느껴 고로가 이미 세뇌되었다고 오해하고 있다. 그럼에도 포기하지 않고 고로를 지키겠다고 선언하고 ‘세뇌’를 풀겠다고 결심하고 있다. 그러나 당연한 말이지만 고로에게 그 결심은 전혀 통하지 않았고, 에이코에게서는 사랑을 고백한 것으로 오해받고 있다.
사람됨은 부드럽고 온화하여 소극적인 성격. 말씨도 정중한 편이지만, 서핑을 가볍게 여기는 듯한 말에는 까다롭게 대한다.
오징어 소녀를 부를 때는 ‘イカの人 이카노히토[*](오징어 인간)’라고 부른다.

### 오징어 소녀의 친구들
아이자와 타케루(두견이)(相沢たける)
성우 - 오오타니 미키 더빙판 - 김영은

아이자와 가의 셋째이자 장남. 초등학교 3학년.
호기심이 왕성한 성격이라 오징어 소녀를 놀이 상대로 여기고 있다. 오징어 소녀의 촉수나 먹물을 전혀 무서워하지 않는다(심지어 즐기고 있다).
세심한 배려심을 가진 상냥한 소년이다. 오징어 소녀가 다른 아이들과 트러블을 일으켰을 때에는 화해시키기도 하고, 오징어 소녀가 타케루의 장난감을 부수고 사과했을 때에도 마음 속의 동요를 숨기고 웃는 얼굴로 용서해주기도 한다.
노력파이며 공부에도 의욕적이어서 여름방학의 숙제를 빨리 끝내기도 하고, 영어도 간단한 영어회화 정도는 할 수 있지만 한층 더 능숙해질 수 있도록 신디가 가르쳐주기도 한다.
원래 헤엄칠 줄 몰랐지만 “바다 근처에 살면서 헤엄도 못치는 건 부끄럽다”고 하여 고로에게 헤엄치는 법을 배웠다.
초등학생답지 않게 남에 대한 처세술도 뛰어나서, 오징어 소녀가 엉뚱한 소리를 해도 적당히 맞장구 쳐준다.
오징어 소녀가 타케루의 초상화를 그렸을 때, 타케루의 얼굴을 보고 "단순한 얼굴", "딱히 특징이 없다"고 평가하고는 '어쩐지 차원의 벽을 넘은' 듯한 리얼한 일러스트를 그렸다.
오징어 소녀에게 볼링 특훈을 받은 결과 공중에서 앞으로 회전하면서 공을 던지는 버릇이 붙는 등, 아이자와 가의 장남에 걸맞은 신체 능력을 가졌다.
카레 라이스를 무척 좋아하고, 그린 피스를 싫어한다.
오징어 소녀를 부를 때는 ‘イカ姉ちゃん 이카네에쨩[*](오징어 누나)’이라고 부른다. 오징어 소녀가 신디에게 세뇌당해서 오징어 성인이라고 부르라고 말했지만, 타케루만 그대로 '오징어 누나’라고 불렀다(애니메이션에서는 ‘오징어 성인 누나’라고 고쳐 부름).
나가츠키 사나에
사쿠라 키요미
모치즈키 토모미 (望月知美)
배드민턴 부원으로 키요미의 후배. 머리 모양은 트윈 테일.
키요미와 같이 다니는 경우가 많아서 자주 오징어 소녀에게 놀러 온다.
작가가 그린 배드민턴 만화로부터 따온 캐릭터이다. 그 만화에서는 색기 담당이었는데 그 영향에서인지 이 작품에서도 노출도가 높은 옷을 입은 경우가 많다.
오징어 소녀를 부를 때는 ‘イカ先輩 이카센파이[*](오징어 선배)’라고 부른다.
니시무라 유카 (西村由佳)
배드민턴 부원으로 키요미의 후배. 머리 모양은 바깥으로 뻗친 단발 머리이다.
토모미처럼 키요미와 같이 다니는 경우가 많아서 함께 오징어 소녀에게 놀러 온다.
모치즈키 토모미와 같이 작가가 그린 배드민턴 만화로부터 따온 캐릭터이다.

### 라이프 세이버
아라시야마 고로(한잠수)(嵐山悟郎)
이소자키 타츠오 (磯崎辰雄)
성우 - 미야사카 슌조
고로의 동료로 자칭 ‘헌팅 성공률 100%의 미남 플레이보이’라고 하는 헌팅남. 업무중이든 아니든 주위의 여성을 닥치는 대로 헌팅하려 든다.
스스로 말하는 헌팅 성공률과 현실 사이에 갭이 있지만 신경쓰지 않는 모양이다.
고로에게 주의를 받거나 치즈루를 놓고 싸우기도 하지만, (싸움의 결과 고로에게 양보하는 처지가 된) 치즈루와 고로의 데이트 때 기꺼이 어드바이스를 해주는 등 좋은 면도 있어서 직업 외적으로도 잘 어울리고 있다.
비치발리볼 대회의 결승전에서 고로와 함께 오징어 소녀·에이코 팀을 꺾은 뒤로 에이코에게 적대시되고 있다.
머리를 노란 색으로 염색하고 있다.
불량스러워 보이는 외견 때문에, 오징어 소녀와 아이들과 경찰과 도둑 놀이를 하고 있는 것을 경찰관에게 오해받아 파출소로 끌려간 적이 있다.
오징어 소녀와 직접적으로 연관되는 일은 거의 없고, "(오징어 소녀는) 인간은 아닌 것 같으니까"라는 이유로 헌팅의 실패도 정당화하고 있다. 한편 '최강의 인명구조원'이라고 평가할 정도로 오징어 소녀의 인명 구조 능력에 대해서는 인정하고 있다.
아유미에게 상당히 관심을 갖고 있지만 접근하려 할 때마다 에이코에게 방해받고 있다.

### 미국 외계생명체 대책조사연구소
‘레몬’이 있는 해변 근처의 동굴에 거점을 둔 우주인 연구 조직. 멤버 전원이 M.I.T를 수석 졸업한 경력을 가지고 있어 뛰어난 두뇌와 높은 기술력을 가랑하지만, 우주인 연구 외에는 전혀 관심이 없다. 그러나 멤버 모두 우주인과 아직 단 한 번도 만난 적이 없다.
신디 캠벨
바보 트리오 (3バカトリオ)

연구소의 연구원. 신디처럼 오징어 소녀를 실험, 연구하고 싶어하는 세 명의 남성이다. 세 명을 묶어서 '바보 트리오'라고 부른다.
영어풍의 서투른 발음으로 일본어를 한다. 세 명이서 함께, 때로는 혼자서 ‘레몬’을 찾아온다.
현대 과학의 수준을 넘을 정도로 고도의 기술력을 가졌다. 그러나 우주인의 연구 이외에는 흥미가 없기 때문에 인류에게 도움이 되는 발명을 해도 공표하지 않는다. 에이코는 이것을 보고 "재능의 낭비"라고 비웃었다.
실제로 개발하고 있는 기계들은 어딘가 수상하고, 본업인 우주인의 연구와는 관계가 없는 기계만 개발하고 있다. 때로는 무기까지 만들고 있다.
또 기계 자체도 꼭 어딘가가 잘못된 부분이 있어서 그들이 주장한 기능과는 완전히 다르게 작용하는 것들 뿐이라, 항상 '레몬'이나 아이자와 가에 귀찮은 일을 일으킨다.
예를 들면 '머리가 좋아지는 총알'(애니메이션에서는 '침략자의 위엄이 몸에 배는 총알')이라며 물체 소멸탄을 가지고 와서 '레몬'의 건물을 소멸시켰다.
또 오징어 소녀가 타케루의 무선 조종 자동차를 부숴버렸을 때 에이코에게 부탁을 받은 바보 트리오가 수리했는데, 제트 엔진이나 로켓 엔진같은 불필요한 기능을 설치에 오히려 문제만 낳고 말았다.
애니메이션에서는 M.I.T.를 수석으로 졸업한 것을 자랑스럽게 느끼는 모양이라, 무슨 말이든 앞에 "M.I.T를 수석으로 졸업한~"을 붙이며 자랑하고 싶어한다(신디는 자랑하지 않음).
바보 트리오 자체도 그렇고 그들이 만드는 장치도 그렇고 동료인 신디에게조차 신용받지 못하고 있다. 사나에도 “인류에게 있어서 진짜 위협”이라고 말하고 있다.
우주인과 접촉했다는 것을 기정사실화 하기 위해 오징어 소녀에게 스스로가 우주인이라고 인정해달라며 땅에 엎드려 비는 모습을 보고 에이코는 "로망은 있어도 프라이드는 없다"고 평했다. 이 일 뿐만 아니라 곤란한 일이 생기면 셋이서 땅에 엎으려 비는 것으로 문제를 해결하려 하는 경우가 종종 있다.
'엘리트 연구원의 상징'이라며 항상 실험복을 입고 있다. 수영복을 입을 때마저도 실험복만큼은 벗지 않아서 오징어 소녀나 에이코로부터 '변태' 취급을 받았다.
‘바보 트리오’란 이름은 신디가 야유를 담아 붙인 별명이지만 곧 다른 사람들 사이에서도 바보 트리오로 불리게 되었다. 애니메이션의 차회 예고에 등장했을 때에는 스스로 ‘바보 트리오’라고 소개하고 있다.
해리스(할리스)(ハリス)
성우 - 사사키 세이지 더빙판 - 김국진
키가 큰 흑인이다. 실험 담당. 형과 여동생이 있다.
클락 (クラーク)
성우 - 카츠 안리 더빙판 - 선호제
비쩍 마른 흰 머리의 백인이다. 개발 담당. 스스로 개발한 기계를 갖고 혼자 ‘레몬’을 방문하는 경우가 많다. 남동생이 있다.
마틴 (マーティン)
성우 - 고토 테츠오 더빙판 - 소정환
뚱뚱한 체형의 동양계 미국인으로 세 사람 중 키가 가장 작으며, 육각형의 안경을 쓰고 있다. 연구 담당. 형제 자매는 없다.

### 바다의 집 ‘마파람'
마파람 점장
아유미/이유미
성우: 김영은
예쁘장하고 청순한 외모를 가진 미소녀로 매우 내성적이고 순수한 성격이라 상대의 눈을 보면서 이야기하는 것이 서투르고 부끄럼이 많은 미소녀.

### 그 외
알렉스 (アレックス)
나가츠키 가의 애완견. 사나에는 가족의 일원으로서 귀여워하고 있지만, 사나에게 오징어 소녀를 사랑하고 있는 것을 질투해서 오징어 소녀에 대해 공격적이다. 강한 척 하지만 실은 겁쟁이이다. 하얀 빛이 도는 일본개 같지만 구체적인 견종은 알려지지 않았다.
리사 (りさ)
오징어 소녀와 근처 공원에서 가끔씩 마주치는 소녀. 오징어 소녀에게 부탁을 받고 세발 자전거를 빌려주거나 함께 소꿉놀이를 하는 놀이 상대가 되고 있다. 아침드라마를 무척 좋아한다.
타케루의 친구들
타케루와 함께 노는 아이들. 오징어 소녀를 잘 따르고 있어서 오징어 소녀가 함께 놀아주면 좋아한다. 오징어 소녀가 놀이를 따라가지 못해 풀이 죽었을 때도 옆에서 도와준다.
유타 (ユウタ)
성우 - 산페이 유코
타케루의 친구 중 한 명. 오징어 소녀에게 시비거는 듯한 태도를 보인다.
쌍둥이(이름 불명)의 아버지 (애니메이션에서는 유타의 아버지)
성우 - 쿠스노기 타이텐
프로 조형사. 아들들에게 좋은 모습을 보이려고 오징어 소녀가 만든 모래성에 대항해 모래로 아츠지 성(원작에서는 나고야 성)을 만들지만, 오징어 소녀의 “움직이는 성”(촉수를 집어넣어 조작함)을 보고 자신을 잃어버린다. 원작에서는 쌍둥이 소년의 아버지였으나 애니메이션에서는 유우타의 아버지로 등장하였다. 쌍둥이 중 한 명은 타케루로 바뀌었다.
타나베 코즈에
배드민턴 부원들
키요미가 부장을 맡고 있는 하세 중학교 배드민턴 부의 부원들. 오징어 소녀가 키요미와 대등하게 이야기하는 것을 보고 중학교 3학년 정도의 나이라고 여기고 있다. 촉수를 써서 자유자재로 라켓을 조종하는 테크닉에 감탄하고 친하게 지내게 된다.
미니 오징어 소녀
성우 - 카네모토 히사코/정혜원
번외편 한 입 사이즈! 오징어 소녀/기르지 않겠나?에서 등장한 손에 올려놓을 만한 크기의 오징어 소녀. 길이는 최대 약 5cm로 반디 오징어 정도밖에 되지 않는다. 작은 새우를 좋아한다. 헤엄은 못 치지만 오징어먹물은 뱉을 수 있다. 일반적인 언어로 말하지 않고 ゲソッ 게소[*]와 같은 울음소리만 낸다.
사회자
성우 - 사이토 유카
유이가하마에서 각종 이벤트의 사회를 맡는 푸른 눈, 금발 트윈테일의 여자. 의상은 머리부터 발 끝까지 핑크색 계열로 통일하고 있다.
‘히어로 쇼가 아닌가?’ 편에서 꼬마 관객들이 오징어 소녀에게 동조하여 악역의 오징어 마인을 응원하는 돌발 상황이 벌어지자 열심히 애드립으로 바로잡아보려 했지만, 오징어 소녀의 폭주와 가면 라이더 반야의 등장에 의해 쇼가 완전히 엉망진창이 되자 포기해버렸다. 그리고는 담배를 피우면서(애니메이션에서는 청량 음료를 마시면서) “이제 어떻게 되어도 상관 없어”라며 삐뚤어지고 말았다.
애니메이션(‘싸우지 않겠나?’ 12화 A)에서는 ‘제18회 유이가하마 비치발리볼 대회’에서 사회를 맡는 동시에 시합의 해설이나 진행도 하고 있다.
가면 라이더
성우 - 노다 쥰코
작품 속의 작품인 ‘가면 라이더’의 히어로. 변신 전의 모습도 인형을 입고 연기하는 배우도 여성인 성정이지만 히로인이 아니고 히어로이다. 문화유산이라는 설정의 여자 얼굴의 가면을 쓰고 녹색의 츠나기와 프로텍터를 입고 있다.
오징어 마인
성우 미야시타 에이지
가면 라이더의 상대역. 검은 타이츠 군단을 거느린 악의 조직에 소속된 괴물이라는 설정이다. 히어로 쇼에서 가면 라이더와 싸우던 중 상대 배우와 함께 돌발 상황에 대해 어떻게 대처할지 고민하고 있는 틈에, 오징어 마인에게 감정이입한 오징어 소녀에게 인형을 빼앗겨 무대 위에서 폭주해버린다.
가면 라이더 반야
성우 - 타나카 리에
히어로 쇼(라기보다는 유이가하마)에서만 나오는 반야의 가면을 쓴 히어로. 오징어 소녀를 가볍게 다룰 정도로 뛰어난 실력을 가졌다. 애니메이션의 ‘싸우지 않겠나?’ 편에서는 “(나는)에이코야!” 라고 주장하고 있지만 안에 들어있는 사람은 물론 그 분이다. 본인 말로는 ‘약칭 HN’. 머리카락은 행동하기 편하게 묶고 있다.
오징어 1호
‘우산쓰지 않겠나?’ 편에 등장. 오징어 소녀가 에이코로부터 받은 투명한 비닐 우산이다. 이름이 붙여진 것은 애니메이션에서이며 원작에서는 파트너라고밖에 불리지 않았다. 오징어를 닮은 모양에 친근감이 든 모양인지 ‘오징어 1호 마크 ll’를 시작으로 다양한 이름을 붙이면서 몹시 소중하게 여기지만, 한 눈을 판 사이에 차에 짓밟혀 망가져 버린다. 애니메이션 최종화의 엔딩에서는 비닐 우산을 쓰고 걷는 오징어 소녀의 모습이 묘사되어 있지만, 이것이 수리된 ‘오징어 1호’인지 새롭게 얻은 ‘오징어 2호’인지는 알 수 없다.
조니 & 뎁 (ジョニー&デップ)
성우 - 코니시 후우 (조니), 코바야시 마사무네 (뎁)
‘인형이 아닌가?’ 편에 등장. 미국식 취향이 물씬 풍기는 모양을 한 남녀 세트의 서양 인형이다. 조니가 여자 아이고 뎁이 남자 아이이며 둘이 연인이라는 설정이다. 에이코가 어릴 적에 부모님에게 사달라고 졸라서 받은 것인데 어째서인지 뎁 밖에 보이지 않았다. 에이코는 사나에가 조니를 가지고 있을 거라고 생각하고 있었는데, 얼마 뒤 생각지도 못한 방법으로 되찾게 된다. 그러나...
조니는 '안녕', 뎁은 '잘 자'라고 말하는 기능이 있다. 조니와 뎁 모두 밑부분에는 회전대가 달려있고 내부에 시계나 적외선 센서(같은 물건) 장치가 포함되어 있는 등 고풍스런 외관에 비해 의외로 하이테크다.
인형의 이름은 배우 조니 뎁으로부터 따왔다. 인형 자체에 실제 모델은 따로 없지만 뎁은 일반적인 아기 인형을, 조니는 여러 개의 저주의 인형을 각각 참고하여 만들어졌다.
교장
성우 - 니시무라 토모미치
에이코와 사나에가 다니는 쿠라카마 고등학교의 교장. 안경을 쓰고 벗겨진 머리를 한 중년의 남성이다. 갑각류 알레르기가 있어 새우를 먹지 못하는데 오징어 소녀는 이를 보고 “당신은 무슨 즐거움으로 살고 있는거냐!”라며 경악했다. 애니메이션에서는 어째서인지 비치발리볼 대회에서 심판도 맡고 있다.
타나카
성우 - 코마츠 미카코
애니메이션에서만 등장. 여자 야구의 강호 학교 사가미 중학교의 선수로 전국에서도 손꼽히는 강타자이다(타순은 6번). 사이드 스로의 에이스 투수이기도 하며 등번호는 1번이다. 우투좌타. 중학교 야구 선수치고는 드물게 목재 배트를 사용하고 있다. 날카로운 눈매를 한 날쌘 이미지이다.
키요미가 이끄는 하세 중학교와 시합을 하게 되는데, 도우미로 참가한 오징어 소녀가 연습에서 허둥대는 것을 보고 쉽게 이길 수 있을거라고 생각하고 있었다. 1회에 오징어 소녀의 서투른 수비 덕분에 3점 앞서 나가지만 오징어 소녀가 금세 적응해 호수비를 펼치고 키요미가 역투하자 이후로 득점하지 못하며 고전한다. 이후 손가락에 물집이 잡혀 더 던질 수 없게 된 키요미 대신 마운드에 선 오징어 소녀의 초고속 투구에 말려들어, 마지막에는 오징어 소녀에게 커다란 끝내기 만루 홈런을 맞고 패배를 당한다.
시합이 끝난 뒤에는 시원스럽게 패배를 인정했지만 오징어 소녀가 하세 중학교의 선수가 아니라는걸 알자 “네가 있으면 전국 제패도 꿈이 아냐!”라고 자기 팀에 들어올 것을 권유하고 있다.
구원 등판한 오징어 소녀의 진심이 담긴 초고속 투구에 방망이를 갖다댈 수 있을 정도로 뛰어난 재능의 소유자(다만 배트가 목재였던 바람에 배트가 부러져서 결과는 삼진).

## 단행본

### 일본
| 권수                                                                   | 초판발행일                                                             | 발매일                                                                 | ISBN                                                                                 | 수록화                                                                 |
| 안베 마사히로 《침략! 오징어 소녀》 아키타 쇼텐 〈소년 챔피언 코믹스〉 | 안베 마사히로 《침략! 오징어 소녀》 아키타 쇼텐 〈소년 챔피언 코믹스〉 | 안베 마사히로 《침략! 오징어 소녀》 아키타 쇼텐 〈소년 챔피언 코믹스〉 | 안베 마사히로 《침략! 오징어 소녀》 아키타 쇼텐 〈소년 챔피언 코믹스〉               | 안베 마사히로 《침략! 오징어 소녀》 아키타 쇼텐 〈소년 챔피언 코믹스〉 |
| ---------------------------------------------------------------------- | ---------------------------------------------------------------------- | ---------------------------------------------------------------------- | ------------------------------------------------------------------------------------ | ---------------------------------------------------------------------- |
| 제1권                                                                  | 2008년 3월 7일                                                         | 2008년 4월 5일                                                         | ISBN 978-4-253-21401-8                                                               | 프롤로그, 제1화~제19화                                                 |
| 제2권                                                                  | 2008년 8월 8일                                                         | 2008년 8월 20일                                                        | ISBN 978-4-253-21402-5                                                               | 제20화~제38화, '한입 사이즈! 오징어 소녀'                              |
| 제3권                                                                  | 2009년 1월 8일                                                         | 2009년 1월 20일                                                        | ISBN 978-4-253-21403-2                                                               | 제39화~제57화, '침략! 오징어 소녀 in Winter'                           |
| 제4권                                                                  | 2009년 5월 8일                                                         | 2009년 5월 20일                                                        | ISBN 978-4-253-21404-9                                                               | '침략! 오징어 소녀 in 5월', 제58화~제76화                              |
| 제5권                                                                  | 2009년 10월 8일                                                        | 2009년 10월 20일                                                       | ISBN 978-4-253-21405-6                                                               | '침략! 오징어 소녀 in 10월', 제77화~제95화'                            |
| 제6권                                                                  | 2010년 4월 8일                                                         | 2010년 4월 20일                                                        | ISBN 978-4-253-21406-3                                                               | '침략! 오징어 소녀 in Spring', 제96화~제114화                          |
| 제7권                                                                  | 2010년 10월 8일                                                        | 2010년 10월 20일                                                       | ISBN 978-4-253-21407-0                                                               | '침략! 오징어 소녀 @ 핼러윈', 제115화~제133화                          |
| 제8권                                                                  | 2010년 12월 8일                                                        | 2010년 12월 20일                                                       | ISBN 978-4-253-21408-7                                                               | '침략! 오징어 소녀 in Xmas', 제134화~제152화                           |
| 제9권                                                                  | 2011년 4월 8일                                                         | 2011년 4월 8일                                                         | ISBN 978-4-253-21409-4                                                               | '침략! 오징어 소녀 in 4월',제153~171화                                 |
| 제10권                                                                 | 2011년 10월 20일                                                       | 2011년 10월 7일                                                        | ISBN 978-4253214100                                                                  | 제172~190화                                                            |
| 제11권                                                                 | 2012년 1월 20일                                                        | 2012년 1월 6일                                                         | ISBN 978-4253214124                                                                  | 「侵略！イカ娘」in お正月、第191 - 209話                               |
| 제12권                                                                 | 2012년 8월 20일                                                        | 2012년 8월 8일                                                         | ISBN 978-4253181792(오리지널 애니메이션 DVD 수록 한정) ISBN 978-4253214131 (통상판)  | 「侵略！イカ娘」in Summer、第210 - 228話                               |
| 제13권                                                                 | 2013년 1월 20일                                                        | 2013년 1월 8일                                                         | ISBN 978-4253935685                                                                  | 「侵略！イカ娘」@スキー場、第229 - 247話                               |
| 제14권                                                                 | 2013년 6월 20일                                                        | 2013년 6월 7일                                                         | ISBN 978-4253181815 (오리지널 애니메이션 DVD 수록 한정) ISBN 978-4253214155 (통상판) | 「侵略！イカ娘」in 6月、第248 - 266話                                  |
| 제15권                                                                 | 2013년 10월 20일                                                       | 2013년 10월 8일                                                        | ISBN 978-4253214162                                                                  | 「侵略！イカ娘」in 運動会、第267 - 285話                               |
| 제16권                                                                 | 2014년 3월 20일                                                        | 2014년 3월 8일                                                         | ISBN 978-4253214179                                                                  | 「侵略！イカ娘」in March、第286 - 304話                                |
| 제17권                                                                 | 2014년 9월 20일                                                        | 2014년 9월 8일                                                         | ISBN 978-4253181853 (오리지널 애니메이션 DVD 수록 한정) ISBN 978-4253214186 (통상판) | 「侵略！イカ娘」@お月見、第305 - 323話                                 |
| 제18권                                                                 | 2014년 11월 15일                                                       | 2014년 11월 7일                                                        | ISBN 978-4253214193                                                                  | 「侵略！イカ娘」in 11月、第324 - 342話                                 |
| 제19권                                                                 | 2015년 3월 15일                                                        | 2015년 3월 6일                                                         | ISBN 978-4253214209                                                                  | 「侵略！イカ娘」in ホワイトデー、第343 - 第361話                       |
| 제20권                                                                 | 2015년 8월 15일                                                        | 2015년 8월 7일                                                         | ISBN 978-4253225700                                                                  |                                                                        |
| 제21권                                                                 | 2016년 1월 19일                                                        | 2016년 1월 8일                                                         | ISBN 978-4253-225717                                                                 |                                                                        |
| 제22권                                                                 | 2016년 5월 15일                                                        | 2016년 5월 6일                                                         | ISBN 978-4253-225724                                                                 |                                                                        |

### 대한민국
| 권수                                           | 발매일                                         | ISBN                                           |                                                |
| 안베 마사히로 《침략! 오징어 소녀》 대원씨아이 | 안베 마사히로 《침략! 오징어 소녀》 대원씨아이 | 안베 마사히로 《침략! 오징어 소녀》 대원씨아이 | 안베 마사히로 《침략! 오징어 소녀》 대원씨아이 |
| ---------------------------------------------- | ---------------------------------------------- | ---------------------------------------------- | ---------------------------------------------- |
| 제1권                                          | 2010년 11월 30일                               | ISBN 978-89-252-7263-4                         |                                                |
| 제2권                                          | 2010년 12월 30일                               | ISBN 978-89-252-7365-5                         |                                                |
| 제3권                                          | 2011년 1월 27일                                | ISBN 978-89-252-7494-2                         |                                                |
| 제4권                                          | 2011년 2월 25일                                | ISBN 978-89-252-7610-6                         |                                                |
| 제5권                                          | 2011년 3월 28일                                | ISBN 978-89-252-7749-3                         |                                                |
| 제6권                                          | 2011년 4월 28일                                | ISBN 978-89-252-7751-6                         |                                                |
| 제7권                                          | 2011년 5월 27일                                | ISBN 978-89-252-8028-8                         |                                                |
| 제8권                                          | 2011년 7월 27일                                | ISBN 978-89-252-8347-0                         |                                                |
| 제9권                                          | 2011년 8월 30일                                | ISBN 978-89-252-8623-5                         |                                                |
| 제10권                                         | 2012년 5월 30일                                | ISBN 978-89-252-9941-9                         |                                                |
| 제11권                                         | 2012년 6월 22일                                | ISBN 978-89-672-5076-8                         |                                                |
| 제12권                                         | 2015년 6월 12일                                | ISBN 979-11-575-4772-2                         |                                                |

## TV 애니메이션
2010년 10월부터 TV 도쿄 계열 방송사를 통해 총 12화 완결로 방영되었다. TV 도쿄에서 심야에 애니메이션을 방영하는 것은 2년 만이다. 인터넷 라디오 《카네모토 히사코 × 오징어 소녀 이카스 라디오》 제3회에서 애니메이션이 1쿨로 방영된다고 발표되었다. 가끔씩 삽입되는 나레이션은 카세 야스유키가 담당.
또 10월 12일부터 인터넷 방영이 시작되어 니코니코 동화 등의 동영상 사이트에 설치된 TV 도쿄 아니테레 채널에서 제1화는 무료, 제2화부터는 공개 후 처음 1주간만 무료로, 그 뒤로는 유료로 시청이 가능하다.
2010년 3월 말 애니메이트가 단행본 제6권의 특전 페이퍼의 사진을 인터넷에 공개했을 때 페이퍼에 쓰여져 있던 ‘애니메이션화 된다’는 작가 코멘트를 지우지 않았기 때문에, 공식 발표가 나오기 전에 애니메이션화가 공개되었다. 본래는 4월 8일 발매될 주간 소년 챔피언 및 같은 4월 8일 발매될 단행본 제6권에서 공개될 예정이었다.
애니메이션은 1화에 3개의 에피소드를 포함하고 있지만 원작이 1화당 8페이지 정도로 짧기 때문에 비슷하거나 관련된 원작 2화를 하나의 에피소드로 합쳐서 구성한 경우가 많았다.
또 원작의 제128화까지 참고하는 것으로 되어있기 때문에 가짜 오징어 소녀의 이름(제138화에서 공개)을 비롯한 그 뒤의 설정은 반영되지 않았다.

### 스태프
|                            | 제1기                                                | 제2기                                                | OVA                                                                           |
| -------------------------- | ---------------------------------------------------- | ---------------------------------------------------- | ----------------------------------------------------------------------------- |
| 원작                       | 안베 마사히로(아키타 쇼텐 《주간 소년 챔피언》 연재) | 안베 마사히로(아키타 쇼텐 《주간 소년 챔피언》 연재) | 안베 마사히로(아키타 쇼텐 《주간 소년 챔피언》 연재)                          |
| 총감독                     | 빈칸                                                 | 미즈시마 츠토무                                      | 미즈시마 츠토무                                                               |
| 감독                       | 미즈시마 츠토무                                      | 야마모토 야스타카                                    | 야마모토 야스타카                                                             |
| 시리즈 구성                | 요코테 미치코                                        | 요코테 미치코                                        | 요코테 미치코                                                                 |
| 캐릭터 디자인 ·총작화 감독 | 이시카와 마사카즈                                    | 이시카와 마사카즈                                    | 이시카와 마사카즈                                                             |
| 프롭 디자인                | 이데 나오미                                          | 이데 나오미                                          | 이데 나오미                                                                   |
| 미술 감독                  | 타테후지 켄이치                                      | 타테후지 켄이치                                      | 타테후지 켄이치                                                               |
| 컬러 코디네이트            | 사카모토 이즈미                                      | 사카모토 이즈미                                      | 사카모토 이즈미                                                               |
| 촬영 감독                  | 하마 유키                                            | 하마 유키                                            | 하마 유키                                                                     |
| 촬영 감독                  | 빈칸                                                 | 빈칸                                                 | 이토 야스유키(2·3)                                                            |
| 편집                       | 니시야마 시게루                                      | 니시야마 시게루                                      | 니시야마 시게루                                                               |
| 편집                       | 빈칸                                                 | 빈칸                                                 | 오카 유지(2·3)                                                                |
| 음향 감독                  | 와카바야시 카즈히로                                  | 와카바야시 카즈히로                                  | 와카바야시 카즈히로                                                           |
| 음향 감독                  | 빈칸                                                 | 하라구치 노보루                                      | 빈칸                                                                          |
| 음악                       | 키쿠야 토모키                                        | 키쿠야 토모키                                        | 키쿠야 토모키                                                                 |
| 음악 프로듀서              | 이토 요시유키                                        | 이토 요시유키                                        | 이토 요시유키                                                                 |
| 음악 제작                  | 란티스                                               | 란티스                                               | 란티스                                                                        |
| 프로듀서                   | 이시구로 타츠야, 코이케 카츠미, 쿠라모토 켄타로      | 이시구로 타츠야, 코이케 카츠미, 쿠라모토 켄타로      | 이시구로 타츠야, 코이케 카츠미, 쿠라모토 켄타로                               |
| 프로듀서                   | 빈칸                                                 | 타나카 토시아키                                      | 빈칸                                                                          |
| 제작 프로듀서              | 우루시야마 준                                        | 우루시야마 준                                        | 우루시야마 준                                                                 |
| 애니메이션 제작            | diomedéa                                             | diomedéa                                             | diomedéa                                                                      |
| 제작                       | 바다의 집 레몬                                       | 바다의 집 레몬 2호점                                 | 바다의 집 레몬 2.5호점(1) 바다의 집 레몬 2.6호점(2) 바다의 집 레몬 2.7호점(3) |

### 대한민국 스태프
1기
- 기획 - 신동식
- 책임프로듀서 - 한지수
- 프로듀서 - 신길주
- 편성 마케팅 - 이명희, 강유미, 강한별, 김민지, 이민순, 조승희, 남궁진아
- OAP - 장우신, 신경숙, 홍지예, 최성원, 김보람, 이선희, 김유나, 김선철, 김주은, 오경아
- 판권 - 황진용, 이은선, 김택상
- 행정 - 문명미, 안정란

- 번역 - 조희경
- 타이틀제작 - 홍지예
- NLE(넌리니어) - 고은아, 심명식
- 녹음&믹싱 - 서문성
- 종합편집 - 고재식
- 연출 - 계인선
- 기획 - 투니버스

2기
- 편성 마케팅 - 조효진, 이현정, 강유미, 이민순, 강한별, 김민지, 조승희, 남궁진아
- 방송제작 - 신길주, 김이경, 최우석, 김의진, 김진아
- 애니제작 - 석종서, 하나래, 이종혁, 성인영
- 브랜드디자인 - 장우신, 김백준, 신경숙, 홍지예, 최성원, 배성균, 김보람, 이선희, 김유나, 양윤정, 김주은
- 구매 - 이은선, 김보석, 김택상, 문명미, 안우리
- L&M - 백승진, 김윤중, 김은주, 김아람, 안정란
- 콘텐츠기획 - 김부경, 신재은, 김효은
- 편성/제작총괄 - 한지수
- 사업총괄 - 황진용
- 캐릭터전략총괄 - 하세정
- 채널총괄 - 신동식

- 번역 - 조희경
- 타이틀제작 - 홍지예, 김유나
- NLE(넌리니어) - 도여진
- 녹음&믹싱 - 이성주
- 종합편집 - 고재식, 김지선
- 연출 - 계인선
- 기획 - 투니버스
- 우리말 제작 - 투니버스

### 주제가

#### 일본
1기
오프닝 테마 〈침략 추천☆〉
작사 - 츠키미야 우사기 / 작곡·편곡 - 코이케 마사야
노래 - ULTRA-PRISM with 오징어 소녀 (성우: 카네모토 히사코)
엔딩 테마 〈메타메리즘〉
작사·작곡 - 아츠미 사오리 / 편곡 - marble / 현악기 어레인지 - 키쿠야 토모키
노래 - 이토 카나에
삽입곡 〈노멘 라이더의 테마〉 (제6화)
작사 - 미즈시마 츠토무 / 작곡·편곡 - 키쿠야 토모키
노래 - 카시와라 노부히코
2기
오프닝 테마 〈HIGH POWERED〉
작사 - 하타 아키 / 작곡·편곡 - 야마모토 유스케
노래 - 스피어
엔딩 테마 〈너를 알아 가는 것〉
작사·작곡 - 아츠미 사오리 / 편곡 - 키쿠야 토모키
노래 - 오징어 소녀 (성우: 카네모토 히사코)
삽입곡
〈レディオ体操の歌〉 (제3화)
작사 - 미즈시마 츠토무 / 작곡 - 키쿠야 토모키
노래 - Hikaru, Sen, Melo-J (Lumiere)
〈レディオ体操第1〉 (제3화)
작사 - 미즈시마 츠토무 / 작곡 - 키쿠야 토모키
노래 - 사쿠라바 히로시
〈レディオ体操第2〉 (제3화)
작사 - 미즈시마 츠토무 / 작곡 - 키쿠야 토모키
노래 - 사쿠라바 히로시
OVA
오프닝 테마 〈Let's☆침략 타임〉
작사 - 츠키미야 우사기 / 작곡·편곡 - 코이케 마사야
노래 - ULTRA-PRISM
엔딩 테마 〈PUZZLE〉
작사 - 아츠미 사오리 / 작곡·편곡 - 키쿠야 토모키
노래 - 이토 카나에

#### 한국
1기
오프닝 테마 〈침략 합시다〉
음악 감독 - 김정아
개사 - 박철민
노래 - 김혜인, 박나연
엔딩 테마 〈자연스런 기적〉
음악 감독 - 김정아
개사 - 박철민
노래 - 김혜인
2기
오프닝 테마 〈HIGH POWERED〉
음악 감독 - 김정아
개사 - 박철민
노래 - 박나연, 이정은
엔딩 테마 〈너를 알아 가는 것〉
음악 감독 - 김정아
개사 - 박철민
노래 - 이정은

### 각 화 목록
각 화마다 바다 속에서 부제가 솟아오르는 연출을 취하고 있다. 부제는 3D CG로 그려져 있고, 문장의 끝이 ‘~イカ?’로 동일하다. 배경은 낮의 맑은 하늘이 기본이지만 에피소드의 분위기에 맞추어 비가 내리거나 야간 배경이 사용되기도 했다. 최종화 마지막 에피소드인 ‘더 위험하지 않은가?’ 에서만 이 연출이 사용되지 않았다.
(×)표시가 되어 있는 에피소드는 투니버스 방영시 대한민국 정서상 불방 처리된 에피소드이다.
| 화수   | 부제 (원제/풀이)          | 부제 (원제/풀이)                                   | 각본              | 그림 콘티         | 연출              | 작화감독                                      |
| 제1기  | 제1기                     | 제1기                                              | 제1기             | 제1기             | 제1기             | 제1기                                         |
| ------ | ------------------------- | -------------------------------------------------- | ----------------- | ----------------- | ----------------- | --------------------------------------------- |
| 제1화  | 侵略しなイカ？            | 침략할 것이오징!                                   | 요코테 미치코     | 미즈시마 츠토무   | 미즈시마 츠토무   | 이시카와 마사카즈                             |
| 제1화  | 同胞じゃなイカ?           | 동포 아니오징?                                     | 요코테 미치코     | 미즈시마 츠토무   | 미즈시마 츠토무   | 이시카와 마사카즈                             |
| 제1화  | 最強じゃなイカ?           | 강적이오징                                         | 요코테 미치코     | 미즈시마 츠토무   | 미즈시마 츠토무   | 이시카와 마사카즈                             |
| 제2화  | 仲間じゃなイカ?           | 같은 편이오징                                      | 요코테 미치코     | 야마모토 야스타카 | 야마모토 야스타카 | 타카하라 슈지                                 |
| 제2화  | 祝わなイカ?               | 축하해주오징                                       | 요코테 미치코     | 야마모토 야스타카 | 야마모토 야스타카 | 호시노 코이치                                 |
| 제2화  | 遊ばなイカ?               | 놀지 않겠오징(×)                                   | 요코테 미치코     | 야마모토 야스타카 | 야마모토 야스타카 | 타카하라 슈지                                 |
| 제3화  | 怖くなイカ?               | 무서워 마오징                                      | 미즈시마 츠토무   | 오오세도 사토시   | 오오세도 사토시   | 혼다 미노                                     |
| 제3화  | 天敵じゃなイカ?           | 천적이오징                                         | 쿠니사와 마리코   | 오오세도 사토시   | 오오세도 사토시   | 혼다 미노                                     |
| 제3화  | 新入りじゃなイカ?         | 신입이오징                                         | 미즈시마 츠토무   | 오오세도 사토시   | 오오세도 사토시   | 혼다 미노                                     |
| 제4화  | 買わなイカ?               | 사지 않겠나?/쇼핑하시오징                          | 요코테 미치코     | 치쿠시 다이스케   | 치쿠시 다이스케   | 하시모토 카즈노리                             |
| 제4화  | 乗りこまなイカ?           | 올라타지 않겠나?/집으로 가오징                     | 요코테 미치코     | 치쿠시 다이스케   | 치쿠시 다이스케   | 니시무라 리에                                 |
| 제4화  | ニセモノじゃなイカ?       | 가짜가 아닌가?/가짜는 안 되오징                    | 요코테 미치코     | 치쿠시 다이스케   | 치쿠시 다이스케   | 하시모토 카즈노리                             |
| 제5화  | 宇宙人じゃなイカ?         | 우주인이지 않은가?(×)                              | 요코테 미치코     | 츠다 나오카츠     | 츠다 나오카츠     | 코스가 카즈히사                               |
| 제5화  | 学校に行かなイカ?         | 학교에 가지 않겠나?/학교에 가오징                  | 요코테 미치코     | 하타케 히로유키   | 하타케 히로유키   | 루타로                                        |
| 제5화  | 飼わなイカ?               | 기르지 않겠나?/길러보시오징                        | 요코테 미치코     | 미즈시마 츠토무   | 미즈시마 츠토무   | 이데 나오미                                   |
| 제6화  | ヒーローショーじゃなイカ? | 히어로 쇼가 아닌가?(×)                             | 미즈시마 츠토무   | 히가시데 후토시   | 히가시데 후토시   | 히가시데 후토시                               |
| 제6화  | 勉強しなイカ?             | 공부하지 않겠나?/공부하시오징                      | 쿠니사와 마리코   | 키미야 시게루     | 키미야 시게루     | 니시무라 리에                                 |
| 제6화  | 恋じゃなイカ?             | 사랑이 아닌가?/사랑이오징                          | 쿠니사와 마리코   | 키미야 시게루     | 키미야 시게루     | 타카하라 슈지                                 |
| 제7화  | 狙われなイカ?             | 노려지고 있지 않은가?/살아야 하오징                | 쿠니사와 마리코   | 야마토 나오미치   | 야마토 나오미치   | 아베 노리유키                                 |
| 제7화  | 研究しなイカ?             | 연구하지 않겠나?/연구하시오징                      | 쿠니사와 마리코   | 야마토 나오미치   | 야마토 나오미치   | 아베 노리유키                                 |
| 제7화  | 働かなイカ?               | 일하지 않겠나?/일해보시오징                        | 쿠니사와 마리코   | 야마토 나오미치   | 야마토 나오미치   | 아베 노리유키                                 |
| 제8화  | 病気じゃなイカ?           | 병이 아닌가?/몸이 아프오징                         | 요코테 미치코     | 야마모토 사오리   | 야마모토 야스타카 | 혼다 미노                                     |
| 제8화  | 新能力じゃなイカ?         | 새로운 능력이 아닌가?/새로운 능력이오징            | 요코테 미치코     | 야마모토 야스타카 | 야마모토 야스타카 | 타카하라 슈지                                 |
| 제8화  | ささなイカ?               | 우산쓰지 않겠나?/써보시오징                        | 요코테 미치코     | 야마모토 야스타카 | 야마모토 야스타카 | 혼다 미노                                     |
| 제9화  | ピンポンダッシュしなイカ? | 벨누르고 도망가기 하지 않겠나?/초인종을 누르시오징 | 쿠니사와 마리코   | 오오세도 사토시   | 오오세도 사토시   | 마츠모토 마유코 코스가 카즈히사               |
| 제9화  | メイクしなイカ?           | 화장하지 않겠나?(×)                                | 쿠니사와 마리코   | 오오세도 사토시   | 오오세도 사토시   | 니시무라 리에                                 |
| 제9화  | 秘密兵器じゃなイカ?       | 비밀병기가 아닌가?(×)                              | 쿠니사와 마리코   | 오오세도 사토시   | 오오세도 사토시   | 코스가 카즈히사                               |
| 제10화 | てるてる坊主じゃなイカ?   | 테루테루 보우즈 하지 않겠나?/비를 그치게 하오징    | 요코테 미치코     | 츠다 나오카츠     | 츠다 나오카츠     | 아비루 타다시                                 |
| 제10화 | 好かれなイカ?             | 사랑받지 않겠나?(×)                                | 요코테 미치코     | 미즈시마 츠토무   | 츠다 나오카츠     | 호시노 코이치                                 |
| 제10화 | 野球しなイカ?             | 야구 하지 않겠나?/야구하시오징                     | 미츠나카 스스무   | 미츠나카 스스무   | 미츠나카 스스무   | 사토 히사코                                   |
| 제11화 | 人形じゃなイカ?           | 인형이 아닌가?/인형이오징                          | 요코테 미치코     | 아사노 카츠야     | 히라마키 다이스케 | 히라마키 다이스케                             |
| 제11화 | 疑惑じゃなイカ?           | 의혹이 아닌가?/의심하지 마시오징                   | 쿠니사와 마리코   | 사쿠라이 치카요시 | 사쿠라이 치카요시 | 사쿠라이 치카요시                             |
| 제11화 | 登山しなイカ?             | 등산하지 않겠나?/등산하시오징                      | 쿠니사와 마리코   | 아사노 카츠야     | 아사노 카츠야     | 아사노 카츠야                                 |
| 제12화 | 戦わなイカ?               | 싸우지 않겠나?/이겨야 하오징                       | 쿠니사와 마리코   | 미즈시마 츠토무   | 미즈시마 츠토무   | 혼다 미노                                     |
| 제12화 | ピンチじゃなイカ?         | 위험하지 않은가?/돌아가오징                        | 요코테 미치코     | 미즈시마 츠토무   | 미즈시마 츠토무   | 마츠모토 마유코                               |
| 제12화 | もっとピンチじゃなイカ?   | 더 위험하지 않은가?/돌아오시오징                   | 요코테 미치코     | 미즈시마 츠토무   | 미즈시마 츠토무   | 이시카와 마사카즈                             |
| 제2기  |                           |                                                    |                   |                   |                   |                                               |
| 제1화  | 侵略しなイカ!?            | 침략할 것이오징!?                                  | 요코테 미치코     | 야마모토 야스타카 | 야마모토 야스타카 | 이시카와 마사카즈                             |
| 제1화  | 恋敵じゃなイカ!?          | 질투하지 마시오징!?                                | 요코테 미치코     | 야마모토 야스타카 | 야마모토 야스타카 | 마츠모토 마유코                               |
| 제1화  | クラゲじゃなイカ!?        | 해파리오징!?                                       | 요코테 미치코     | 야마모토 야스타카 | 야마모토 야스타카 | 이데 나오미                                   |
| 제2화  | 小学校に行かなイカ!?      | 초등학교에 가오징!?                                | 미츠나카 스스무   | 미츠나카 스스무   | 미츠나카 스스무   | 스가이 쇼 코우다 히데유키 핫토리 켄지         |
| 제2화  | コスプレじゃなイカ!?      | 분장 하시오징!?                                    | 쿠니사와 마리코   | 마키노 요시타카   | 마키노 요시타카   | 한자와 준 세키구치 마사히로                   |
| 제2화  | 軽くなイカ!?              | 살을 빼시오징!?                                    | 쿠니사와 마리코   | 마키노 요시타카   | 마키노 요시타카   | 오쿠노 히로유키 한자와 준                     |
| 제3화  | 散歩しなイカ!?            | 산책 하시오징!?                                    | 야마모토 야스타카 | 야마모토 리오리   | 후지와라 요시유키 | 오오타 켄지                                   |
| 제3화  | 体操しなイカ!?            | 체조 하시오징!?                                    | 미즈시마 츠토무   | 야마모토 리오리   | 후지와라 요시유키 | 오오타 켄지                                   |
| 제3화  | 助けなイカ!?              | 구조 하시오징!?                                    | 쿠니사와 마리코   | 키미야 시게루     | 후지와라 요시유키 | 오오타 켄지                                   |
| 제4화  | Englishじゃなイカ!?       | 영어를 배우시오징!?                                | 쿠니사와 마리코   | 츠다 나오카츠     | 츠다 나오카츠     | 이시카와 마사카즈 코스게 카즈히사             |
| 제4화  | 止めなイカ!?              | 간질이시오징!?                                     | 요코테 미치코     | 츠다 나오카츠     | 츠다 나오카츠     | 아사노 카츠야                                 |
| 제4화  | 流れなイカ!?              | 흘러가시오징!?                                     | 요코테 미치코     | 키미야 시게루     | 키미야 시게루     | 혼다 요시노                                   |
| 제5화  | ラジコンじゃなイカ!?      | 무선조종 하시오징!?                                | 쿠니사와 마리코   | 오오세도 사토시   | 오오세도 사토시   | 타바타 히사유키                               |
| 제5화  | 七夕じゃなイカ!?          | 소원을 비시오징!?                                  | 요코테 미치코     | 오오세도 사토시   | 오오세도 사토시   | 루타로                                        |
| 제5화  | ひとり遊びしなイカ!?      | 혼자서 노시오징!?                                  | 야마모토 야스타카 | 오오세도 사토시   | 오오세도 사토시   | 이데 나오미 혼다 요시노                       |
| 제6화  | ジョギングしなイカ!?      |                                                    | 쿠니사와 마리코   | 하타 히로유키     | 하타 히로유키     | 오노다 마사토                                 |
| 제6화  | SPじゃなイカ!?            | 경호하시오징!?                                     | 쿠니사와 마리코   | 하타 히로유키     | 하타 히로유키     | 아사노 카츠야                                 |
| 제6화  | 冒険しなイカ!?            | 모험하시오징!?                                     | 요코테 미치코     | 야마모토 야스타카 | 야마모토 야스타카 | 마츠모토 마유코                               |
| 제7화  | もてなさなイカ!?          | 초대하시오징!?                                     | 요코테 미치코     | 미야자키 나기사   | 호조 후미야       | 우치다 타카시                                 |
| 제7화  | 記憶喪失じゃなイカ!?      | 기억상실이오징!?                                   | 요코테 미치코     | 미야자키 나기사   | 호조 후미야       | 키타노 유키히로                               |
| 제7화  | 入部しなイカ!?            | 가입하시오징!?                                     | 요코테 미치코     | 미야자키 나기사   | 호조 후미야       | 타케가미 타카오                               |
| 제8화  | 留守番しなイカ!?          | 집을 보시오징!?                                    | 쿠니사와 마리코   | 마키노 요시타카   | 마키노 요시타카   | 후지타 마사유키                               |
| 제8화  | 断たなイカ!?              | 끊으시오징!?                                       | 쿠니사와 마리코   | 마키노 요시타카   | 마키노 요시타카   | 이이노 마코토 사사키 타카히로                 |
| 제8화  | 熱中症じゃなイカ!?        | 열사병이오징!?                                     | 쿠니사와 마리코   | 마키노 요시타카   | 마키노 요시타카   | 후루카와 히데키                               |
| 제9화  | おままごとしなイカ!?      |                                                    | 쿠니사와 마리코   | 사쿠라이 치카라   | 사쿠라이 치카라   | 스즈키 히로시                                 |
| 제9화  | 予定じゃなイカ!?          | 계획하시오징!?                                     | 쿠니사와 마리코   | 사쿠라이 치카라   | 사쿠라이 치카라   | 키시 토모히로                                 |
| 제9화  | 遊園地に行かなイカ!?      | 놀이공원에 가시오징!?                              | 요코테 미치코     | 키미야 시게루     | 히라마키 다이스케 | 이데 나오미                                   |
| 제10화 | 焼かなイカ!?              | 구우시오징!?                                       | 요코테 미치코     | 하타 히로유키     | 하타 히로유키     | 요코타 타쿠미                                 |
| 제10화 | 護らなイカ!?              | 지키시오징!?                                       | 요코테 미치코     | 하타 히로유키     | 히라마키 다이스케 | 츠시마 케이                                   |
| 제10화 | 寒くなイカ!?              | 눈이 내리오징!?                                    | 야마모토 야스타카 | 하타 히로유키     | 하타 히로유키     | 이시카와 마리코                               |
| 제11화 | 催眠術じゃなイカ!?        | 최면술이오징!?                                     | 미츠나카 스스무   | 미츠나카 스스무   | 미츠나카 스스무   | 마츠모토 마유코                               |
| 제11화 | 組まなイカ!?              | 합작이오징!?                                       | 미츠나카 스스무   | 미츠나카 스스무   | 미츠나카 스스무   | 아사노 카츠야                                 |
| 제11화 | ふたりきりじゃなイカ!?    | 단 둘이오징!?                                      | 쿠니사와 마리코   | 후지와라 요시유키 | 후지와라 요시유키 | 이데 나오미                                   |
| 제12화 | 訓練しなイカ!?            | 훈련하시오징!?                                     | 요코테 미치코     | 야마모토 야스타카 | 야마모토 야스타카 | 마츠모토 마유코                               |
| 제12화 | 祭りじゃなイカ!?          | 싸우지 마시오징!?                                  | 요코테 미치코     | 야마모토 야스타카 | 야마모토 야스타카 | 이데 나오미                                   |
| 제12화 | やっぱり祭りじゃなイカ!?  |                                                    | 요코테 미치코     | 야마모토 야스타카 | 야마모토 야스타카 | 이시카와 마사카즈 코스게 카즈히사 혼다 요시노 |

### 한국판 방영 목록
1기 (2011년 7월 19일 ~ 8월 16일) 화요일 밤 9시 방영
| 회차                | 제목            | 방송 일자 |
| ------------------- | --------------- | --------- |
| 1                   |                 |           |
| 침략할 것이오징!    | 2011년 7월 19일 |           |
| 동포 아니오징?      | 2011년 7월 19일 |           |
| 강적이오징          | 2011년 7월 19일 |           |
| 2                   | 2011년 7월 19일 |           |
| 같은 편이오징       | 2011년 7월 19일 |           |
| 축하해주오징        | 2011년 7월 19일 |           |
| 무서워 마오징       | 2011년 7월 19일 |           |
| 3                   |                 |           |
| 천적이오징          | 2011년 7월 26일 |           |
| 신입이오징          | 2011년 7월 26일 |           |
| 쇼핑하시오징        | 2011년 7월 26일 |           |
| 4                   | 2011년 7월 26일 |           |
| 집으로 가오징       | 2011년 7월 26일 |           |
| 가짜는 안 되오징    | 2011년 7월 26일 |           |
| 학교에 가오징       | 2011년 7월 26일 |           |
| 5                   |                 |           |
| 길러보시오징        | 2011년 8월 2일  |           |
| 연구하시오징        | 2011년 8월 2일  |           |
| 사랑이오징          | 2011년 8월 2일  |           |
| 6                   | 2011년 8월 2일  |           |
| 살아야 하오징       | 2011년 8월 2일  |           |
| 공부하시오징        | 2011년 8월 2일  |           |
| 일해 보시오징       | 2011년 8월 2일  |           |
| 7                   |                 |           |
| 몸이 아프오징       | 2011년 8월 9일  |           |
| 새로운 능력이오징   | 2011년 8월 9일  |           |
| 써 보시오징         | 2011년 8월 9일  |           |
| 8                   | 2011년 8월 9일  |           |
| 초인종을 누르시오징 | 2011년 8월 9일  |           |
| 비를 그치게 하오징  | 2011년 8월 9일  |           |
| 야구 하시오징       | 2011년 8월 9일  |           |
| 9                   |                 |           |
| 인형이오징          | 2011년 8월 16일 |           |
| 의심하지 마시오징   | 2011년 8월 16일 |           |
| 등산하시오징        | 2011년 8월 16일 |           |
| 10                  | 2011년 8월 16일 |           |
| 이겨야 하오징       | 2011년 8월 16일 |           |
| 돌아가오징          | 2011년 8월 16일 |           |
| 돌아오시오징        | 2011년 8월 16일 |           |

투니버스 방영
2기 (2012년 4월 2일 ~ 5월 7일) 월요일 밤 9시 방영
| 1  | 11 |                       |                 |
| 1  | 11 | 침략할 것이오징!?     | 2012년 4월 2일  |
| 1  | 11 | 질투하지 마시오징!?   | 2012년 4월 2일  |
| 1  | 11 | 해파리오징!?          | 2012년 4월 2일  |
| 2  | 12 |                       | 2012년 4월 2일  |
| 2  | 12 | 초등학교에 가오징!?   | 2012년 4월 2일  |
| 2  | 12 | 분장 하시오징!?       | 2012년 4월 2일  |
| 2  | 12 | 살을 빼시오징!?       | 2012년 4월 2일  |
| 3  | 13 |                       |                 |
| 3  | 13 | 산책 하시오징!?       | 2012년 4월 9일  |
| 3  | 13 | 체조 하시오징!?       | 2012년 4월 9일  |
| 3  | 13 | 구조 하시오징!?       | 2012년 4월 9일  |
| 4  | 14 |                       | 2012년 4월 9일  |
| 4  | 14 | 영어를 배우시오징!?   | 2012년 4월 9일  |
| 4  | 14 | 간질이시오징!?        | 2012년 4월 9일  |
| 4  | 14 | 흘러가시오징!?        | 2012년 4월 9일  |
| 5  | 15 |                       |                 |
| 5  | 15 | 무선조종 하시오징!?   | 2012년 4월 16일 |
| 5  | 15 | 소원을 비시오징!?     | 2012년 4월 16일 |
| 5  | 15 | 혼자서 노시오징!?     | 2012년 4월 16일 |
| 6  | 16 |                       | 2012년 4월 16일 |
| 6  | 16 | 경호하시오징!?        | 2012년 4월 16일 |
| 6  | 16 | 모험하시오징!?        | 2012년 4월 16일 |
| 6  | 16 | 초대하시오징!?        | 2012년 4월 16일 |
| 7  | 17 |                       |                 |
| 7  | 17 | 기억상실이오징!?      | 2012년 4월 23일 |
| 7  | 17 | 가입하시오징!?        | 2012년 4월 23일 |
| 7  | 17 | 집을 보시오징!?       | 2012년 4월 23일 |
| 8  | 18 |                       | 2012년 4월 23일 |
| 8  | 18 | 끊으시오징!?          | 2012년 4월 23일 |
| 8  | 18 | 열사병이오징!?        | 2012년 4월 23일 |
| 8  | 18 | 계획하시오징!?        | 2012년 4월 23일 |
| 9  | 19 |                       |                 |
| 9  | 19 | 놀이공원에 가시오징!? | 2012년 4월 30일 |
| 9  | 19 | 구우시오징!?          | 2012년 4월 30일 |
| 9  | 19 | 지키시오징!?          | 2012년 4월 30일 |
| 10 | 20 |                       | 2012년 4월 30일 |
| 10 | 20 | 눈이 내리오징!?       | 2012년 4월 30일 |
| 10 | 20 | 최면술이오징!?        | 2012년 4월 30일 |
| 10 | 20 | 합작이오징!?          | 2012년 4월 30일 |
| 11 | 21 |                       |                 |
| 11 | 21 | 싸우지 마시오징!?     | 2012년 5월 7일  |
| 11 | 21 | 단 둘이오징!?         | 2012년 5월 7일  |
| 11 | 21 | 훈련하시오징!?        | 2012년 5월 7일  |

### OVA
2012년 8월 8일에 발매한 코믹스 12권 한정판에 실려있는 OAD. 타이틀은 『침략!! 오징어 소녀』

### 관련 상품

#### DVD, Blu-ray Disc
| 권수          | 발매일           | 수록 내용       | 제품 번호                  |
| ------------- | ---------------- | --------------- | -------------------------- |
| 侵略!イカ娘 1 | 2010년 12월 24일 | 제1화 - 제2화   | PCXG-50051（Blu-ray Disc） |
| 侵略!イカ娘 1 | 2010년 12월 24일 | 제1화 - 제2화   | PCBG-51751（DVD）          |
| 侵略!イカ娘 2 | 2011년 1월 26일  | 제3화 - 제4화   | PCXG-50052（Blu-ray Disc） |
| 侵略!イカ娘 2 | 2011년 1월 26일  | 제3화 - 제4화   | PCBG-51752（DVD）          |
| 侵略!イカ娘 3 | 2011년 3월 2일   | 제5화 - 제6화   | PCXG-50053（Blu-ray Disc） |
| 侵略!イカ娘 3 | 2011년 3월 2일   | 제5화 - 제6화   | PCBG-51753（DVD）          |
| 侵略!イカ娘 4 | 2011년 3월 16일  | 제7화 - 제8화   | PCXG-50054（Blu-ray Disc） |
| 侵略!イカ娘 4 | 2011년 3월 16일  | 제7화 - 제8화   | PCBG-51754（DVD）          |
| 侵略!イカ娘 5 | 2011년 5월 3일   | 제9화 - 제10화  |                            |
| 侵略!イカ娘 6 | 2011년 5월 27일  | 제11화 - 제12화 |                            |

#### CD
| 발매일           | 제목                                               | 제품 번호  | 비고        |
| ---------------- | -------------------------------------------------- | ---------- | ----------- |
| 2010년 12월 15일 | これが海への愛じゃなイカ!                          | LHCM-1085  | 캐릭터 송   |
| 2010년 12월 22일 | 侵略!イカ娘 オリジナルサウンドトラック             | LHCA-5122  | 사운드 트랙 |
| 2011년 1월 26일  | TVアニメ『侵略!イカ娘』ドラマCDじゃなイカ?         | LHCA-5123  | 드라마 CD   |
| 2011년 4월 20일  | いイカ☆いイカは☆イイでゲソ！                       | LHCM-1090  | 캐릭터 송   |
| 2011년 6월 8일   | ＴＶアニメ「侵略！イカ娘」ドラマCD2                | LHCA-5128  | 드라마 CD   |
| 2011년 7월 6일   | イ・カ・ア・イ・ス 食 べ な イ カ ？〈초회한정판〉 | LHCA-31093 | 캐릭터 송   |
| 2011년 7월 6일   | イ・カ・ア・イ・ス 食 べ な イ カ ？〈통상판〉     | LHCA-1093  | 캐릭터 송   |
| 2011년 8월 10일  | 『침략! 이카무스메』이미지송                       | LASA-5098  | 캐릭터 송   |

#### 그 외의 상품
애니메이션판과 관련된 상품은 여럿 있지만, 그 중에서도 후지 필름이 2010년 10월 12일부터 '직접 찍은 사진’이라는 이름으로 판매하고 있는 상품이 연예인의 사진에 맞먹는 매상을 기록하는 등 인기를 끌었다. 이것은 애니메이션의 한 장면을 광택이 있는 인화지에 인쇄한 것으로, 등장인물중 하나인 나가츠키 사나에게 오징어 소녀를 몰래 숨어서 찍은 사진이라는 설정이다. 매주 수십 종류의 사진이 이전의 상품들보다 비교적 싼 가격에 판매되었다.

### 인터넷 라디오

#### 프로그램 개요
- 제목 - 《카네모토 히사코 × 오징어 소녀 이카스 라디오》
- 퍼스널리티 - 카네모토 히사코
- 전달 사이트 - 공식사이트 내
- 전달 기간 - 2010년 9월 28일 ~ (매주 화요일 업데이트)

#### 코너
- ‘저, ○○에게 침략당했어요’
- ‘저, ○○을 침략하고 있어요’
- 상품화 하지 않겠나?
- 내일의 활력·오징어 다리 채찍
- 내일의 희망·오징어 다리 속삭임
- 당신이 참모 (침략 아이디어)

#### 게스트
- #2 (10월 5일) 후지무라 아유미 (아이자와 에이코 역), 타나카 리에 (아이자와 치즈루 역), 이토 카나에 (나가츠키 사나에 역)
- #4 (10월 26일) 이토 카나에 (나가츠키 카나에 역)
- #5 (11월 9일) 나바타메 히토미 (신디 역)
- #7 (12월 7일) 카타오카 아즈사 (사이토 나기사 역)
- #9 (2011년 1월 11일) 후지무라 아유지 (아이자와 에이코 역)

### 내용주
1. ↑  ‘~하지 않겠나?’라고 해석되는 어미인데, 이는 오징어를 가리키는 일본어와 발음이 같다.
2. ↑  ‘〜イカ?’는 일본어로 ‘오징어’와 발음이 같으며 ‘~하지 않은가?’라는 의미. ‘〜ゲソ’는 일본어로 (오징어나 문어 등의)다리를 의미하나 오징어 소녀의 경우 말버릇처럼 말의 맨 끝에 붙이고 있을 뿐 딱히 의미가 있는 것은 아니다. 일종의 언어유희.
3. ↑  간판에는 가게 이름 말고도, 오른쪽에서부터 세로쓰기로 야키소바, 라면, 카레라이스, 맥주, 타코야키, 파스타라고 메뉴가 쓰여 있다.
4. ↑  ‘비밀병기가 아닌가?’ 편. 다만 나기사가 두려워하는 대상은 애니메이션(9화 C)에서는 치즈루, 원작(제95화)에서는 바보 트리오로 다르다.
5. ↑  애니메이션에서 나온 여자 야구 부원들도 오징어 소녀와 친해진 모습이 최종화의 엔딩에 나온다.
6. ↑  상의와 하의가 연결된 옷.
7. ↑  일단 에이코의 머리 모양을 닮은 가발은 쓰고 있었다.

### 참조주
1. ↑  “週刊少年チャンピオン 2007年No.35”. 秋田書店. 2016년 3월 9일에 확인함.
2. ↑  “週刊少年チャンピオン 2016年No.13”. 秋田書店. 2016년 3월 9일에 확인함.
3. ↑  《월간 뉴타입》 2010년 11월호.
4. ↑  단행본 제1권의 저자의 후기에서.
5. ↑  安部真弘 (2007년 10월 9일). “生存報告”. 《檸檬のなる部屋》. 2015년 10월 14일에 확인함.
6. ↑  원작 단행본 제7권 112쪽